# 绒毛山胡椒
绒毛山胡椒（学名：Lindera nacusua），为樟科山胡椒属下的一个植物种。